# Stenodontus usator
Stenodontus usator är en stekelart som beskrevs av Diller 1993. Stenodontus usator ingår i släktet Stenodontus och familjen brokparasitsteklar. Inga underarter finns listade i Catalogue of Life.